# Себастиано дел Пиомбо (сликар)
Себастиано дел Пиомбо (око 1485 – 21. јун 1547) био је италијански сликар из периода високе ренесансе и раног маниризма познат као једини велики уметник тог периода који је комбиновао колорит венецијанске школе у који је био обучен монументалним облицима римске школе. Припада како сликарској школи свог родног града Венеције, где је дао значајан допринос пре него што је отишао у Рим 1511. године, тако и школи Рима, где је остао до краја живота, и чији је стил темељно усвојио.
Рођен као Себастијано Луциани, по доласку у Рим постао је познат као Себастијано Венецијано или Виницијано („Себастијан Венецијанац“), све док 1531. није постао Чувар печата папства и тако добио надимак дел Пиомбо („Оловни ") након тога, са његовог новог радног места пиомбаторе. Пријатељи попут Микеланђела и Ариоста звали су га Фра Бастиано („Брат Бастијан“).
Никада није био веома дисциплинован или продуктиван сликар, његова уметничка продуктивност је још више пала након што је постао пиомбаторе, што га је обавезало да већину дана присуствује папи, да путује са њим и да прима свете редове као фратар, упркос томе што има жену и двоје деце. Сада је сликао углавном портрете, а релативно мало његових дела је преживело у поређењу са његовим великим савременицима у Риму. То је ограничило његову укљученост у маниристички стил његових каснијих година.

## Венеција
Себастиано дел Пиомбо је вероватно рођен у Венецији, мада нема извесности у вези са његовим пореклом. Његов датум рођења је екстраполиран из Вазаријеве изјаве да је имао 62 године у тренутку смрти 1547. године. То што је први пут био познат као музичар и певач може сугерисати порекло из више средње класе; нејасно је колико је његово свирање на лаути и другим инструментима било професионално. Као и његов савременик Рафаел, његову каријеру је обележила његова способност да се добро слаже и са другим уметницима и са меценама. Почео је да се обучава за сликара у релативно касној доби, вероватно са 18 или 20 година, дакле око 1503–1505, постајући ученик Ђованија Белинија, а вероватно потом и Ђорђонеа, чији је утицај очигледан у његовим делима; Вазаријева дела; помињање њихове везе је прилично нејасно: „si acconciò con Giorgione“.
Ниједно потписано или чврсто документовано дело није преживело од његовог периода сликарства у Венецији, а многе атрибуције су спорне. Као и код других уметника, нека од Себастијанова дела су дуго била мешана са Ђорђонеовим. Попут Тицијана, можда је завршио посао који је остао недовршен након Ђорђонеове смрти 1510. године; Маркантонио Микијел каже да је завршио Три филозофа. Најраније значајно дело које му се приписује је портрет девојке у Будимпешти, око 1505. године.
Капци за оргуље Сан Бартоломеа, Венеција, сада изложени са спољним паром у средини.
Сада му се обично додељује недовршена и прерађена Соломонова пресуда сада у Кингстон Лејси. Ова драматична и импозантна слика, „једно од ремек-дела венецијанског наративног сликарства”, такође се дуго приписивала Ђорђонеу; можда је био напуштен око 1508. године, иако се процењени датуми разликују у периоду 1505–1510. Након опсежне рестаурације 1980-их, уклањајући касније пресликавање, слика је сада остала са видљивим траговима три различите композиције; још више се може видети инфрацрвеном рефлектографијом. И даље преко 2 × 3 метра, изгледа да је првобитно био још већи, са неких 40 cm изгубљених дуж леве ивице. Постоје две верзије разрађене архитектонске позадине, која је била стално интересовање Себастијановог венецијанског периода. Последње окружење је у базилици, што може одражавати "наученију" слику намењену згради у којој су судови правде. Фигура на предњем делу џелата, остављена без одеће или бебе, јасно је нацртана из класичне скулптуре.

## Рим
Године 1511. папски банкар Агостино Киги био је најбогатији човек у Риму и великодушни покровитељ уметности. Почетком године папа Јулије II га је послао у Венецију да купи подршку Венеције за папство у рату Камбрејске лиге. Када се вратио у Рим после неких шест месеци, довео је Себастијана са собом; Себастијано је требало да остане у Риму до краја живота. Себастијано је почео сликањем митолошких субјеката у лунетама у Сала ди Галатеа у Киџијевој вили Фарнесина, испод плафона који је управо урадио Балдасар Перуци. У њима већ показује прилагођавање римском стилу, посебно Микеланђеловом, чији је плафон Сикстинске капеле управо био завршен. Вероватно је следеће године додао великог Полифема. Могуће је да је Рафаелова чувена Галатеја из 1514, која се налази у суседном заливу и сада доминира просторијом, заменила Себастијанову фреску. Очигледно је намераван већи циклус на доњим зидовима, али је напуштен из разлога који нису јасни.
Себастијано је такође радио штафелајне слике убрзо након свог доласка, показујући развој његовог новог стила. Адонисова смрт у Уфицију датира отприлике из 1512–13. и показује да је „постигао радну дијалектику римског и венецијанског класичног стила“, у којој је „повећао пропорцију својих фигура у готово огромну масивност, тешку и чулно сјајне: идеализације, али чулног постојања“.

## Техника
Себастиано је био обучен у венецијанској традицији богатих, суптилно варирајућих боја у уљу. У Лазаревом васкрсењу (1517–1519) користио је веома широк спектар пигмената, често у компликованим мешавинама, а слика се може посматрати као приказ венецијанске вештине за римске критичаре, покушавајући да постигне „највеће и најсуптилније разнолика палета боја икада виђена на једној слици“. Постао је мање заинтересован за боје како је његова каријера напредовала, а многа каснија дела су прилично мрачна, са примесама јарких боја.
Његови рани радови углавном користе венецијанску технику доњег цртежа слободном руком на површини коју треба осликати, без сумње пратећи релативно приближну скицу, као што је била његова техника за Соломонову пресуду у Кингстону Лаци. Али после неколико година у Риму почео је да користи карикатуре у пуној величини за фреске, које су избодене дуж линија, а затим „пробијају“ чађ, да би дале испрекидане линије на површини које је уметник могао да прати. Ова техника, уобичајена у Фиренци и Риму, коришћена је у фресци Преображења у капели Боргерини, за коју су сачувани неки набодени листови. Међутим, ово је био његов последњи рад у фресци.
Од самог почетка био је иновативан и спреман да експериментише како у композиционим детаљима, тако и у техници, са посебним интересовањем за сликање у уљу на новим површинама, било гипсу, камену, алабастру или шкриљцу. Иако имају тенденцију да буду мрачни, неколико његових дела са овом неортодоксном подршком је добро преживело. Иако је често покривао целу површину, не остављајући никакве назнаке ослонца, неке од његових слика на минералним плочама остављају позадину необојеном. То је случај са малом главом Климента VII у Напуљу, која је носила браду коју је увек имао као покору после пљачке Рима.

## Ђаци
Чини се да је Себастијано пратио Микеланђела у сликању уз „не више од само механичке помоћи“ из студија, и није имао значајне ученике формиране у његовом стилу. Не можемо знати да ли је то био узрок или резултат његовог избегавања великих композиција и његове дворске канцеларије из 1530-их.

## Лични живот и однос са Микеланђелом
Главни извори његове личности и навика су Вазари и сачувана писма, углавном упућена и од Микеланђела. Васари је познавао Себастијана, али вероватно не баш добро; иако је састављао материјал већ неко време, прво издање његових Житија појавило се тек 1550. године, након Себастијанове смрти, и није јасно да ли је са Себастијаном посебно разговарао о биографији. Познавао је Микеланђела прилично боље, а његов опис Себастиана је вероватно под великим утицајем непријатељског става Микеланђела према Себастијану после 1534. Вазари заузима велики део свог живота оплакујући Себастијанову наводну индолентност и занемаривање његовог уметничког талента за удобан и дружељубив живот, најмање после 1531. године.
Вазари каже да је у каснијем животу живео у лепој кући у близини трга Пиаца дел Пополо, држећи веома добар сто, и често забављајући сталне пријатеље, али и посетиоце. Каже да је увек био весео и духовит и веома друштвен. Постао је црвеног лица и прилично дебео, као што сугерише брадати портрет у Животима.

## Изабрана дела

### венецијански период
- Соломонова пресуда, Кингстон Лејси, ц. 1505–1510, недовршено
- Олтарска пала у Сан Ђовани Гризостомо, Венеција (око 1509)
- Капци за оргуље Сан Бартоломеа, Венеција, сада "Gallerie dell'Accademia", Венеција
- Портрет младе жене као мудре девице (1510) Национална галерија уметности, Вашингтон
- Саломе или Јудитх, 1510, Национална галерија, Лондон

### римски период
- Полифем (1511) – фреска, Вила Фарнезина, Рим
- Метаморфоза (1511) – фреска, Вила Фарнезина, Рим
- Христос носи крст, в. 1513–14, Прадо
- Мучеништво свете Агате – "Palazzo Pitti", Фиренца
- Портрет човека (око 1515) – Уље на тополи, 115 к 94 cm, Музеј лепих уметности, Будимпешта
- Портрет девојке (око 1515) – уље на дрвету, 52,5 к 42,8 cm, Музеј лепих уметности, Будимпешта
- Портрет ратника (око 1515)
- Кардинал Бандинело Саули, његов секретар и два географа (1516) Национална галерија уметности, Вашингтон
- Христ силази у Лимбо – Музеј Прадо, Мадрид, 1516
- Преображење, бичевање, свеци и пророци Сан Пиетро у Монториу, Рим, 1516–1524
- Пророк коме се обраћа анђео (1516–1517) Национална галерија уметности, Вашингтон
- Пиета (око 1517) – Сликарство, "Museo Civico", Витербо, Италија
- Лазарево васкрсење (1519) Национална галерија, Лондон
- Породица Хој (око 1520) Катедрала у Бургосу
- Портрет хуманисте (1520) Национална галерија, Вашингтон DC.
- Портрет Андреа Дорије (1526) Галерија Дориа Пампхиљ, Рим
- Портрет папе Клемента VII, (допола дужине, око 1526), "Museo di capodimonte", Напуљ
- Портрет Клемента VII (са брадом, око 1531) – уље на шкриљевцу 105,4 к 87,6 cm Музеј Гети, Лос Анђелес
- Портретна глава Климента VII на плочицама, в. 1531, "Museo di capodimonte", Напуљ
- Рођење Богородице – Уље на пеперину, Санта Мариа дел Пополо, Рим, никад завршено
- Христос носи крст (1535–1540) – Уље на шкриљцима